# Ртутьскандий
Ртутьскандий — бинарное неорганическое соединение
скандия и ртути
с формулой ScHg,
кристаллы.

## Получение
- Сплавление стехиометрических количеств чистых веществ в инертной атмосфере:

{\displaystyle {\mathsf {Sc+Hg\ {\xrightarrow {600^{o}C}}\ ScHg}}}

## Физические свойства
Ртутьскандий образует кристаллы
кубической сингонии,
пространственная группа P m3m,
параметры ячейки a = 0,348 нм, Z = 1,
структура типа хлорида цезия CsCl
.
Соединение образуется по перитектической реакции при температуре 600 °C .